# Râul Chițcani
Râul Chițcani este un curs de apă, afluent al râului Bârlad. 